# Franz-Ulrich Hartl
Franz-Ulrich Hartl (* 10. März 1957 in Essen) ist ein deutscher Zellbiologe.

## Leben und Werk
Hartl studierte Medizin an der Universität Heidelberg, wo er 1982 sein medizinisches Staatsexamen ablegte. 1985 wurde er bei Hans Schimassek am Institut für Biochemie mit summa cum laude zum Dr. med. promoviert. Als Post-Doktorand arbeitete er 1985 und 1986 bei Walter Neupert am Institut für Physiologische Chemie der Universität München. Dort war er auch von 1987 bis 1989 Arbeitsgruppenleiter. Ein weiterer Postdoc-Aufenthalt führte ihn zu William Wickner an die University of California, Los Angeles. 1990 habilitierte er sich – wieder in München – zum Dr. med. habil. und wurde dort Akademischer Rat. Im darauf folgenden Jahr folgte er einem Ruf als Associate Professor für Zellbiologie und Genetik an die Cornell University. Gleichzeitig arbeitete er am Sloan Kettering Institute. 1993 wurde er ordentlicher Professor und 1995 William-E.-Snee-Professor. Daneben war er ab 1994 Associate Investigator am Howard Hughes Medical Institute. Als Direktor der Abteilung zelluläre Biochemie am Max-Planck-Institut für Biochemie Martinsried kehrte er 1997 nach Deutschland zurück. Im gleichen Jahr erhielt er eine Honorarprofessur an der Universität München. Von 2001 bis 2003 war er Vizepräsident und von 2003 bis 2005 Präsident der Gesellschaft für Biochemie und Molekularbiologie.
Hartl arbeitet auf den Gebieten der physiologischen Chemie, der Zellbiologie und der Biochemie. Besonders beschäftigt er sich mit der Proteinfaltung. Er studierte den Prozess der Faltung im Zytosol bei Bakterien, Archaeen und Eukaryoten und konnte 1989 den Nachweis erbringen, dass Chaperone Proteine falten. Er erforscht, warum die Aktivität der Chaperone mit dem Alter sinkt und wie sie wieder aktiviert werden können. Außerdem untersucht er neue Therapieansätze für neurogenerative Krankheiten, die durch falsche Faltung oder Verklumpung von Proteinen entstehen, zum Beispiel Alzheimer, Parkinson, Chorea Huntington oder Prionen-Krankheiten. Er konnte zeigen, dass bestimmte Chaperone die Bildung falsch gefalteter Proteine bei Chorea Huntington unterdrücken können. Auch für die biotechnologischen Herstellung von Proteinen ist seine Chaperonforschung wichtig, weil die Ausbeute funktionsfähiger Proteine erhöht werden kann.
Hartl lebt mit seiner Frau Manajit Hayer-Hartl, die ebenfalls als Biochemikerin arbeitet, in Kottgeisering. Hartl spielt Querflöte und Klavier.

## Veröffentlichungen (Auswahl)
- Die Steuerung peroxisomaler Enzymaktivitäten durch Schilddrüsenhormon in der Leber der Ratte. DNB 850819857, Dissertation, Heidelberg 1985.
- Topogenesis of Mitochondrial Proteins. Mechanisms of Sorting and Assembly of Proteins into the Mitochondrial Subcompartments. Habilitationsschrift, München 1990.
- als Herausgeber: Protein Targeting to Mitochondria. JAI Press, Greenwich, Conn. [u. a.] 1996 (=Advances in molecular and cell biology, Band 17), ISBN 0-7623-0144-9
- F. U. Hartl: Molecular Chaperones in Cellular Protein Folding. In: Nature. Band 381, 1996, S. 571–580, doi:10.1038/381571a0.
- F. U. Hartl und M. Hayer-Hartl: Molecular chaperones in the cytosol. From nascent chain to folded protein. In: Science. Band 295, 2002, S. 1852–1858, doi:10.1126/science.1068408.

## Auszeichnungen
- 1996 Vinci Award (LVMH Science for Art Competition)
- 1997 Lipman-Award (American Society of Biochemistry and Molecular Biology)
- 1999 Akademiepreis der Berlin-Brandenburgischen Akademie der Wissenschaften
- 2000 Wilhelm-Vaillant-Preis
- 2002 Gottfried-Wilhelm-Leibniz-Preis (Deutsche Forschungsgemeinschaft)
- 2003 Feldberg Prize (Feldberg Foundation)
- 2004 Gairdner Foundation International Award (Gairdner Foundation)
- 2005 Ernst Jung-Preis für Medizin
- 2006 Stein and Moore Award (Protein Society)
- 2006 Körber-Preis für die Europäische Wissenschaft
- 2007 Wiley Prize in Biomedical Sciences
- 2008 Lewis S. Rosenstiel Award
- 2008 Louisa-Gross-Horwitz-Preis
- 2009 Otto-Warburg-Medaille
- 2010 H.P.-Heineken-Preis für Biochemie und Biophysik
- 2011 Verdienstkreuz am Bande des Verdienstordens der Bundesrepublik Deutschland.[4]
- 2011 Albert Lasker Award for Basic Medical Research[5]
- 2011 Massry-Preis mit Arthur L. Horwich[6]
- 2011 Heinrich-Wieland-Preis
- 2012 Shaw Prize in Life Science and Medicine mit Arthur L. Horwich
- 2013 Herbert Tabor Forschungspreis mit Arthur L. Horwich[7]
- 2013 DGKL-Preis Biochemische Analytik
- 2016 Albany Medical Center Prize
- 2016 Ernst-Schering-Preis[8]
- 2017 E. B. Wilson Medal
- 2018 Aufnahme in die Hall of Fame der deutschen Forschung
- 2019 Paul-Ehrlich-und-Ludwig-Darmstaedter-Preis mit Arthur Horwich[9]
- 2019 Dr. Paul Janssen Award for Biomedical Research
- 2020 Breakthrough Prize in Life Sciences
- 2021 Bayerischer Maximiliansorden für Wissenschaft und Kunst
- 2022 HFSP Nakasone Award
- 2023 Schleiden-Medaille
- 2023 BBVA Foundation Frontiers of Knowledge Award[10]

## Mitgliedschaften
- 1998 korrespondierendes Mitglied der Nordrhein-Westfälischen Akademie der Wissenschaften und der Künste
- 1998 European Molecular Biology Organization
- 2000 auswärtiges Mitglied der American Academy of Arts and Sciences[11]
- 2002 Deutsche Akademie der Naturforscher Leopoldina[12]
- 2004 Bayerische Akademie der Wissenschaften
- 2008 Ehrenmitglied der Japanese Biochemical Society
- 2009 Fellow der American Association for the Advancement of Science
- 2011 Mitglied der National Academy of Sciences